# Padillothorax flavopunctus
Espèce
Synonymes
- Bavirecta flavopuncta Kanesharatnam & Benjamin, 2018

Padillothorax flavopunctus est une espèce d'araignées aranéomorphes de la famille des Salticidae.

## Distribution
Cette espèce est endémique du Sri Lanka.

## Description
Le mâle holotype mesure 5,1 mm et la femelle paratype 5,60 mm.

## Systématique et taxinomie
Cette espèce a été décrite sous le protonyme Bavirecta flavopuncta par Kanesharatnam et Benjamin en 2018. Elle est placée dans le genre Padillothorax par Maddison, Beattie, Marathe, Ng, Kanesharatnam, Benjamin et Kunte en 2020.

## Publication originale
- Kanesharatnam & Benjamin, 2018 : « A new genus and three new species of jumping spiders (Araneae: Salticidae) from Sri Lanka. » European Journal of Taxonomy, no 444, p. 1-24 (texte intégral).